# Natation aux Jeux olympiques d'été de 1984
Navigation
Les résultats des compétitions de natation à l'occasion des Jeux olympiques d'été de 1984 organisés à Los Angeles.

## Tableau des médailles
| Rang  | Pays                 | Médaille d'or | Médaille d'argent | Médaille de bronze | Total |
| 1     | États-Unis           | 21            | 13                | 0                  | 34    |
| 2     | Canada               | 4             | 3                 | 3                  | 10    |
| 3     | Allemagne de l'Ouest | 2             | 3                 | 6                  | 11    |
| 4     | Pays-Bas             | 2             | 1                 | 3                  | 6     |
| 5     | Australie            | 1             | 5                 | 6                  | 12    |
| 6     | Grande-Bretagne      | 0             | 1                 | 4                  | 5     |
| 7     | France               | 0             | 1                 | 1                  | 2     |
| 8     | Brésil               | 0             | 1                 | 0                  | 1     |
| 9     | Suède                | 0             | 0                 | 2                  | 2     |
| 10    | Belgique             | 0             | 0                 | 1                  | 1     |
| 10    | Suisse               | 0             | 0                 | 1                  | 1     |
| 10    | Venezuela            | 0             | 0                 | 1                  | 1     |
| 10    | Roumanie             | 0             | 0                 | 1                  | 1     |
| Total | Total                | 30            | 28                | 29                 | 87    |

## Podiums
Légende
| - RM : record du monde - RO : record olympique - RAf : record d'Afrique - RAm : record des Amériques | - RAs : record d'Asie - RE : record d'Europe - ROc : record d'Océanie |

### Hommes
| Épreuves             | Or | Argent | Bronze |
| Nage libre           | | | |
| 100 m                | Ambrose Gaines États-Unis 49 s 80 (RO) | Mark Stockwell Australie 50 s 24                                                                              | Per Johansson Suède 50 s 37                                                                               |
| 200 m                | Michael Groß Allemagne de l'Ouest 1 min 47 s 44 (RM)                                                                                           | Michael Heath États-Unis 1 min 49 s 10                                                                        | Thomas Fahrner Allemagne de l'Ouest 1 min 49 s 69                                                         |
| 400 m                | George DiCarlo États-Unis 3 min 51 s 23 | John Mykkanen États-Unis 3 min 51 s 49                                                                        | Justin Lemberg Australie 3 min 51 s 79                                                                    |
| 1 500 m              | Mike O'Brien États-Unis 15 min 05 s 20 | George DiCarlo États-Unis 15 min 10 s 59                                                                      | Stefan Pfeiffer Allemagne de l'Ouest 15 min 12 s 77                                                       |
| Papillon             | | | |
| 100 m                | Michael Groß Allemagne de l'Ouest 53 s 08 (RM)                                                                                                 | Pablo Morales États-Unis 53 s 23                                                                              | Glenn Buchanan Australie 53 s 85                                                                          |
| 200 m                | Jon Sieben Australie 1 min 57 s 04 (RM) | Michael Groß Allemagne de l'Ouest 1 min 57 s 40                                                               | Rafael Vidal Venezuela 1 min 57 s 51                                                                      |
| Dos                  | | | |
| 100 m                | Richard Carey États-Unis 55 s 79 | Dave Wilson États-Unis 56 s 35                                                                                | Mike West Canada 56 s 49                                                                                  |
| 200 m                | Richard Carey États-Unis 2 min 00 s 23 | Frédéric Delcourt France 2 min 01 s 75                                                                        | Cameron Henning Canada 2 min 02 s 37                                                                      |
| Brasse               | | | |
| 100 m                | Steve Lundquist États-Unis 1 min 01 s 65 (RM)                                                                                                  | Victor Davis Canada 1 min 01 s 99                                                                             | Peter Evans Australie 1 min 02 s 97                                                                       |
| 200 m                | Victor Davis Canada 2 min 13 s 34 (RM) | Glenn Beringen Australie 2 min 15 s 79                                                                        | Étienne Dagon Suisse 2 min 17 s 41                                                                        |
| 4 nages              | | | |
| 200 m                | Alex Baumann Canada 2 min 01 s 42 (RM) | Pablo Morales États-Unis 2 min 03 s 05                                                                        | Neil Cochran Grande-Bretagne 2 min 04 s 38                                                                |
| 400 m                | Alex Baumann Canada 4 min 17 s 41 (RM) | Ricardo Prado Brésil 4 min 18 s 45                                                                            | Rob Woodhouse Australie 4 min 20 s 50                                                                     |
| Relais               | | | |
| 4 × 100 m nage libre | États-Unis Chris Cavanaugh Michael Heath Matt Biondi Ambrose Gaines Tom Jager Robin Leamy 3 min 19 s 03 (RM)                                   | Australie Greg Fasala Neil Brooks Michael Delany Mark Stockwell 3 min 19 s 68                                 | Suède Thomas Lejdström Bengt Baron Mikael Örn Per Johansson Rikard Milton Michael Söderlund 3 min 22 s 69 |
| 4 × 200 m nage libre | États-Unis Bruce Hayes Jeff Float David Larson Michael Heath Geoff Gaberino Richard Saeger 7 min 15 s 69 (RM)                                  | Allemagne de l'Ouest Michael Groß Alexander Schowtka Dirk Korthals Thomas Fahrner Rainer Henkel 7 min 15 s 73 | Grande-Bretagne Andrew Astbury Paul Howe Paul Easter Neil Cochran 7 min 24 s 78                           |
| 4 × 100 m 4 nages    | États-Unis Richard Carey Steve Lundquist Pablo Morales Ambrose Gaines Michael Heath Dave Wilson Tom Jager Richard Schroeder 3 min 39 s 30 (RM) | Canada Mike West Victor Davis Tom Ponting Sandy Goss 3 min 43 s 23                                            | Australie Mark Kerry Peter Evans Glenn Buchanan Mark Stockwell Jon Sieben Neil Brooks 3 min 43 s 25       |

### Femmes
| Épreuves             | Or | Argent                                                                                                  | Bronze                                                                                          |
| Nage libre           | | |                                                                                                 |
| 100 m                | Nancy Hogshead États-Unis 55 s 92 | | Annemarie Verstappen Pays-Bas 56 s 08                                                           |
| 100 m                | Carrie Steinseifer États-Unis 55 s 92 | | Annemarie Verstappen Pays-Bas 56 s 08                                                           |
| 200 m                | Mary Wayte États-Unis 1 min 59 s 23 | Cynthia Woodhead États-Unis 1 min 59 s 50                                                               | Annemarie Verstappen Pays-Bas 1 min 59 s 69                                                     |
| 400 m                | Tiffany Cohen États-Unis 4 min 07 s 10 (RO) | Sarah Hardcastle Grande-Bretagne 4 min 10 s 27                                                          | June Croft Grande-Bretagne 4 min 11 s 49                                                        |
| 800 m                | Tiffany Cohen États-Unis 8 min 24 s 96 (RO) | Michele Richardson États-Unis 8 min 30 s 73                                                             | Sarah Hardcastle Grande-Bretagne 8 min 32 s 60                                                  |
| Papillon             | | |                                                                                                 |
| 100 m                | Mary T. Meagher États-Unis 59 s 26 | Jenna Johnson États-Unis 1 min 00 s 19                                                                  | Karin Seick Allemagne de l'Ouest 1 min 01 s 36                                                  |
| 200 m                | Mary T. Meagher États-Unis 2 min 06 s 90 (RO) | Karen Phillips Australie 2 min 10 s 56                                                                  | Ina Beyermann Allemagne de l'Ouest 2 min 11 s 91                                                |
| Dos                  | | |                                                                                                 |
| 100 m                | Theresa Andrews États-Unis 1 min 02 s 55 | Betsy Mitchell États-Unis 1 min 02 s 63                                                                 | Jolanda de Rover Pays-Bas 1 min 02 s 91                                                         |
| 200 m                | Jolanda de Rover Pays-Bas 2 min 12 s 38 | Amy White États-Unis 2 min 13 s 04                                                                      | Anca Pătrășcoiu Roumanie 2 min 13 s 29                                                          |
| Brasse               | | |                                                                                                 |
| 100 m                | Petra van Staveren Pays-Bas 1 min 09 s 88 (RO) | Anne Ottenbrite Canada 1 min 10 s 69                                                                    | Catherine Poirot France 1 min 10 s 70                                                           |
| 200 m                | Anne Ottenbrite Canada 2 min 30 s 38 | Susan Rapp États-Unis 2 min 31 s 15                                                                     | Ingrid Lempereur Belgique 2 min 31 s 40                                                         |
| 4 nages              | | |                                                                                                 |
| 200 m                | Tracy Caulkins États-Unis 2 min 12 s 64 (RO) | Nancy Hogshead États-Unis 2 min 15 s 17                                                                 | Michelle Pearson Australie 2 min 15 s 92                                                        |
| 400 m                | Tracy Caulkins États-Unis 4 min 39 s 24 | Suzanne Landells Australie 4 min 48 s 30                                                                | Petra Zindler Allemagne de l'Ouest 4 min 48 s 57                                                |
| Relais               | | |                                                                                                 |
| 4 × 100 m nage libre | États-Unis Jenna Johnson Carrie Steinseifer Dara Torres Nancy Hogshead Jill Sterkel Mary Wayte 3 min 43 s 43                                      | Pays-Bas Annemarie Verstappen Elles Voskes Desi Reijers Conny Van Bentum Wilma van Velsen 3 min 44 s 40 | Allemagne de l'Ouest Iris Zscherpe Susanne Schuster Christiane Pielke Karin Seick 3 min 45 s 56 |
| 4 × 100 m 4 nages    | États-Unis Theresa Andrews Tracy Caulkins Mary T. Meagher Nancy Hogshead Betsy Mitchell Susan Rapp Jenna Johnson Carrie Steinseifer 4 min 08 s 34 | Allemagne de l'Ouest Svenja Schlicht Ute Hasse Ina Beyermann Karin Seick 4 min 11 s 97                  | Canada Reema Abdo Anne Ottenbrite Michelle MacPherson Pamela Rai 4 min 12 s 98                  |